# Период Мумун

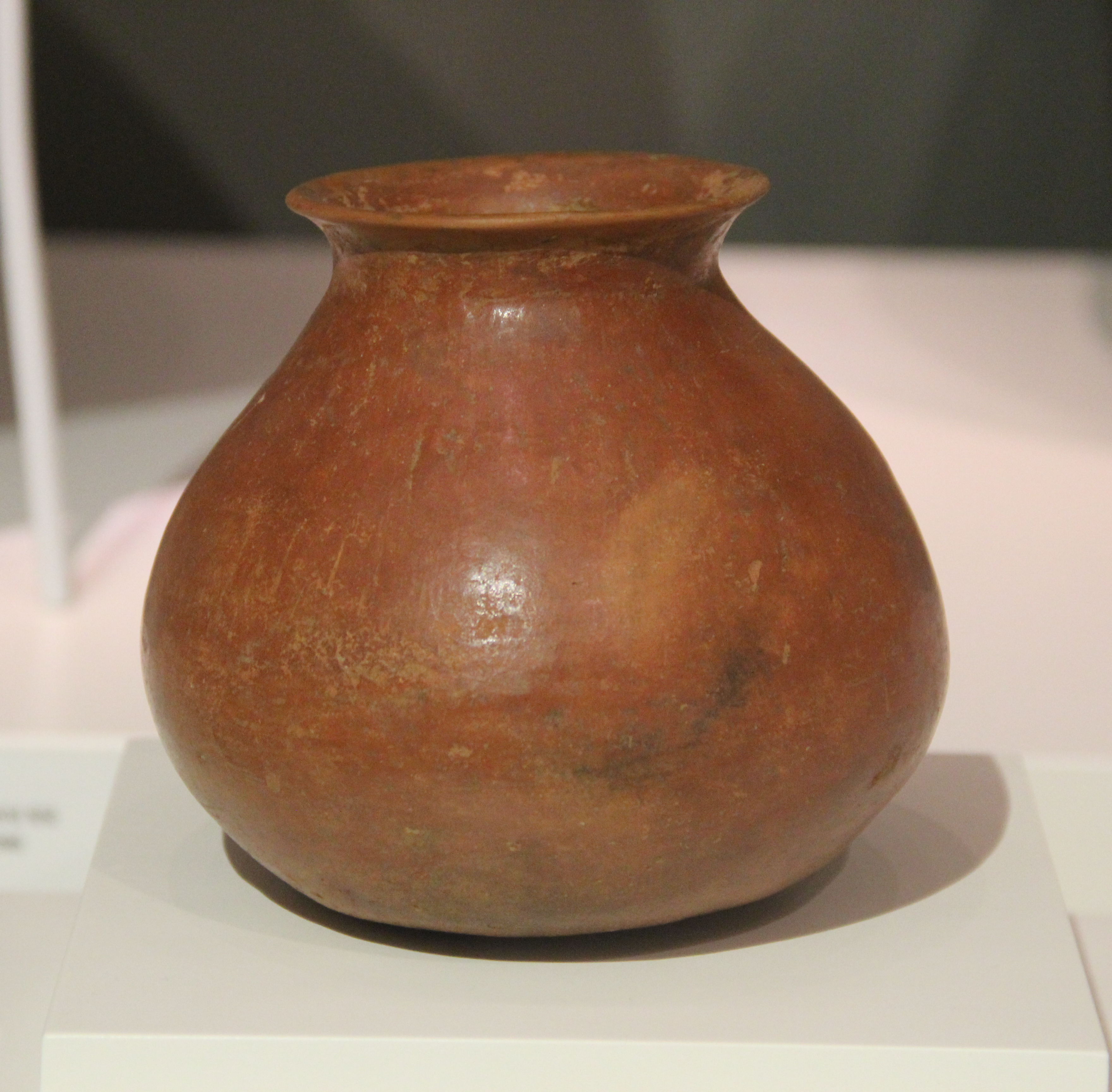
Керамика периода Мумун

Период Муму́н — один из периодов Доисторической Кореи, охватывающий Бронзового века на территории Корейского полуострова (около 1500—300 л. до н. э.). Названа по керамике — гладкой, без орнамента. Ареал памятников данного периода охватывает весь полуостров. В этот период на полуострове утверждается рисоводство. При погребениях использовались дольмены.
В этот период возникли наиболее ранние формы сложных социально-политических структур. В раннемумунский период (1500—850 гг. до н. э.) обитатели юга Кореи освоили интенсивное земледелие — как сухих полей, так и заливное с культивацией самых разнообразных культур. Первые вождества возникли в среднемумунский период (850—550 гг. до н. э.), а первые пышные погребения элиты относятся к позднему Мумунскому периоду (около  550—300  гг. до н. э.). Производство бронзы началось в среднемумунский период и стало играть всё более важную роль в церемониалах и политической практике Мумунского общества после 700 г. до н. э.
Период Мумун послужил основой для протояпонской культуры Яёй.

## Керамика Мумун
Этот период называют «эпохой гладкой керамики» (мумун тхоги сидэ и кёнджиль мумун тхоги, 硬質無文土器), так как орнамент на ней практически отсутствует. Сосуды с нешироким плоским дном. Отличительной особенностью керамики является грубая и небрежная манера исполнения, отличающаяся от более раннего (неолитического) периода Чыльмун. Керамика периода Мумун более разнообразна, чем в предыдущий период Чыльмун. Лепка была ручная, гончарный круг не использовался.

## Жилища
В эпоху Мумун здания были землянками со стенами-мазанками или кровельными крышами. Считается, что фальшпол впервые появился на Корейском полуострове в середине эпохи Мумун (850—550 годы до н. э.).

## Дольмены
Дольмены использовались как погребальные сооружения для знатных людей эпохи Мумун (1500—300 годы до н. э.). Они обнаружены в большом количестве на Корейском полуострове и, вместе с каменными гробницами, являются главными примерами погребальной архитектуры эпохи Мумун. Существует три типа мегалитов: 1) южный тип (низкие, зачастую это просто плита для поддержания камней), 2) северный тип (большие мегалиты, напоминают столбы), 3) верхний тип (облицовочный, без поддержки камней).
Сегодня дольмены в Кочхане, Хвасуне и на Канхвадо включены в список Всемирного наследия ЮНЕСКО.

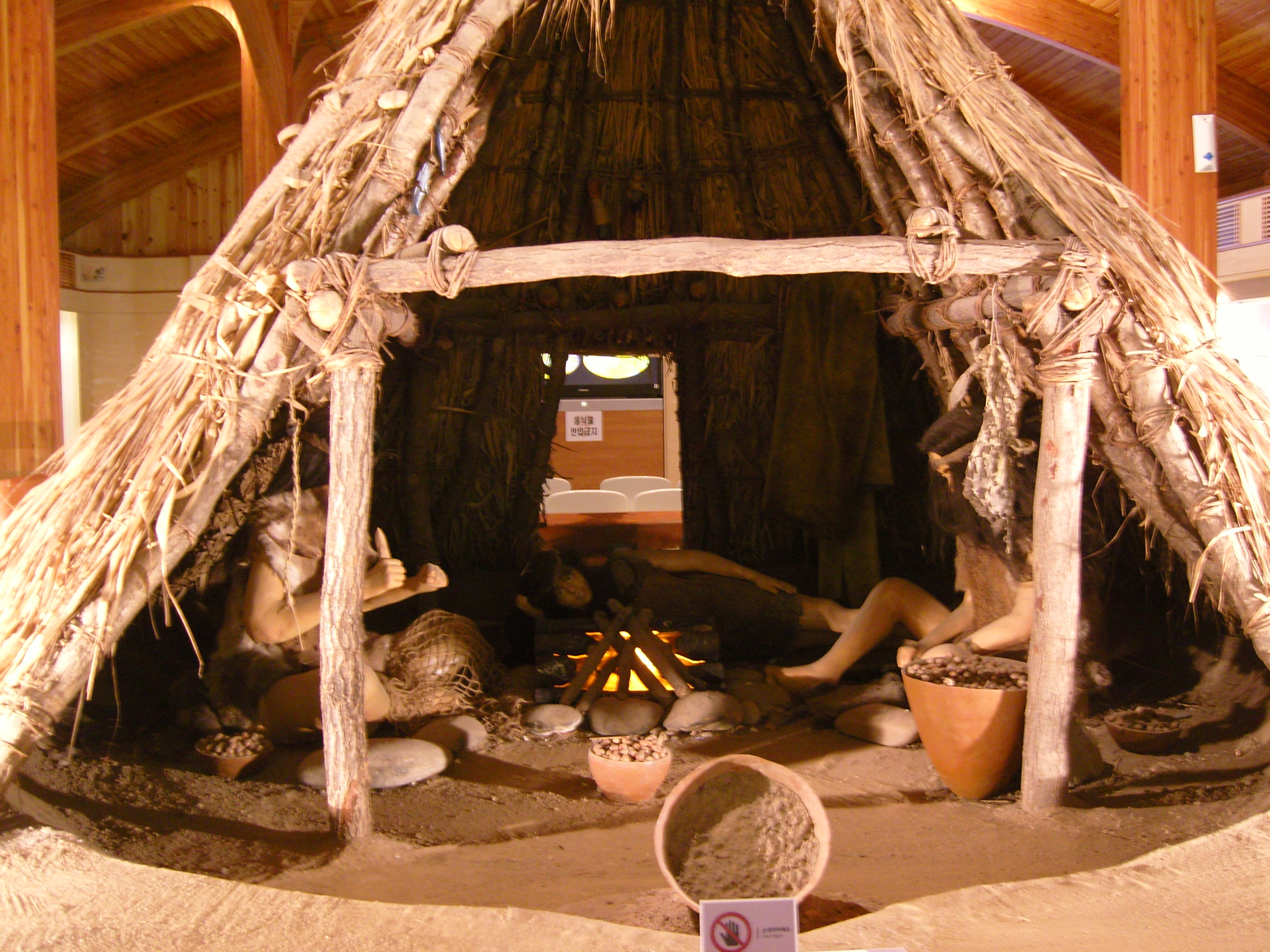
Модель
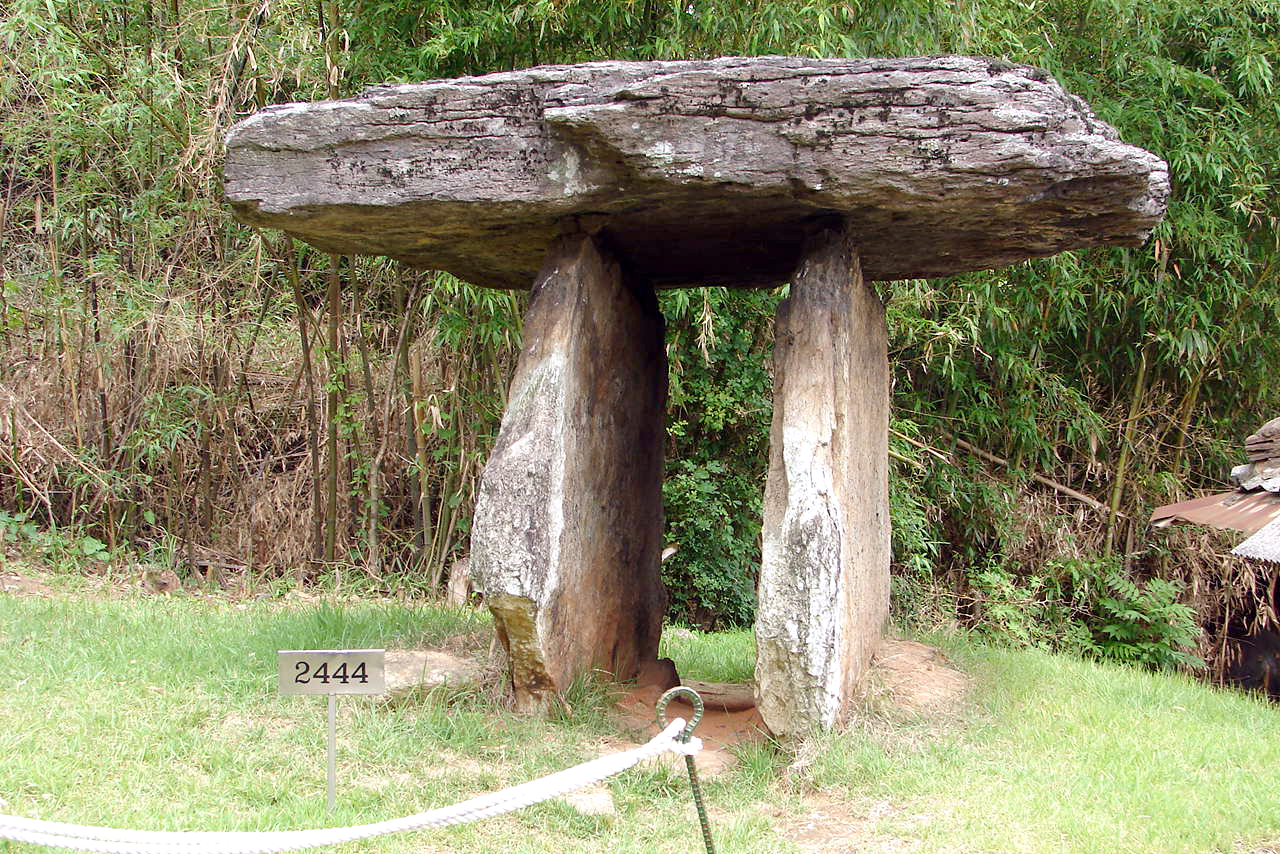
Дольмен в Кочхане — Всемирное наследие ЮНЕСКО
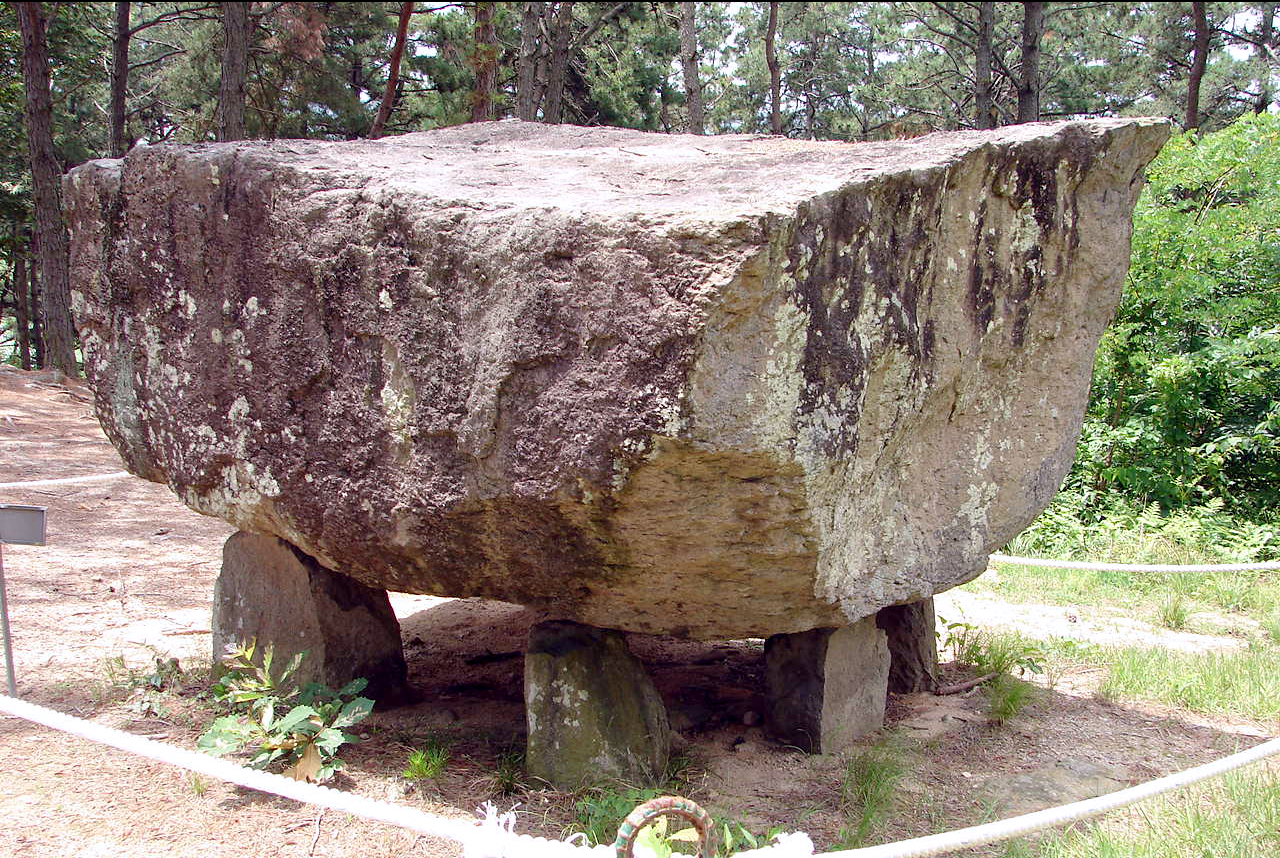
Один из дольменов в Кочхане